# Challenger Banque Nationale de Saguenay
Il Challenger Banque Nationale de Saguenay è un torneo professionistico di tennis giocato su campi in cemento indoor. Fa parte dell'ITF Women's Circuit. Si gioca annualmente a Saguenay in Canada.

## Albo d'oro

### Singolare
| Anno | Categoria   | Campionessa                           | Finalista                             | Punteggio                             |                                       |
| ---- | ----------- | ------------------------------------- | ------------------------------------- | ------------------------------------- | ------------------------------------- |
| 2024 | ITF $60,000 | Petra Marčinko                        | Anouk Koevermans                      | 6-3, 4-6, 7-6(3)                      |                                       |
| 2023 | ITF $60,000 | Katherine Sebov (2)                   | Fanny Stollár                         | 6–4, 6–4                              |                                       |
| 2022 | ITF $60,000 | Karman Thandi                         | Katherine Sebov                       | 3–6, 6–4, 6–3                         |                                       |
| 2021 | ITF $60,000 | Non disputato                         | Non disputato                         | Non disputato                         | Non disputato                         |
| 2020 | ITF $60,000 | Annullato per pandemia di coronavirus | Annullato per pandemia di coronavirus | Annullato per pandemia di coronavirus | Annullato per pandemia di coronavirus |
| 2019 | ITF $60,000 | Indy De Vroome                        | Robin Anderson                        | 3–6, 6–4, 7–5                         |                                       |
| 2018 | ITF $60,000 | Katherine Sebov (1)                   | Quirine Lemoine                       | 7–6(10), 7–6(4)                       |                                       |
| 2017 | ITF $60,000 | Greta Arn                             | Bibiane Schoofs                       | 6–1, 6–2                              |                                       |
| 2016 | ITF $50,000 | Catherine Bellis                      | Bianca Andreescu                      | 6–4, 6–2                              |                                       |
| 2015 | ITF $50,000 | Jovana Jović                          | Amra Sadikovic                        | 6–3, 6(5)–7, 6–1                      |                                       |
| 2014 | ITF $50,000 | Julie Coin                            | Jovana Jović                          | 7–5, 6–3                              |                                       |
| 2013 | ITF $50,000 | Ons Jabeur                            | Coco Vandeweghe                       | 6(0)–7, 6–3, 6–3                      |                                       |
| 2012 | ITF $50,000 | Madison Keys                          | Eugenie Bouchard                      | 6–4, 6–2                              |                                       |
| 2011 | ITF $50,000 | Tímea Babos                           | Julia Boserup                         | 7–6(7), 6–3                           |                                       |
| 2010 | ITF $50,000 | Rebecca Marino                        | Alison Riske                          | 6–4, 6(4)–7, 7–6(5)                   |                                       |
| 2009 | ITF $50,000 | Sofia Arvidsson                       | Séverine Brémond Beltrame             | 5–7, 6–4, 7–6(1)                      |                                       |
| 2008 | ITF $50,000 | Alexa Glatch                          | Alberta Brianti                       | 6–3, 6–1                              |                                       |
| 2007 | ITF $50,000 | Angelique Kerber (2)                  | Sabine Lisicki                        | 6–3, 6–4                              |                                       |
| 2006 | ITF $25,000 | Angelique Kerber (1)                  | Valérie Tétreault                     | 5–7, 7–5, 7–6(6)                      |                                       |

### Doppio
| Anno | Categoria   | Campioni                                  | Finalisti                                 | Punteggio                             |                                       |
| ---- | ----------- | ----------------------------------------- | ----------------------------------------- | ------------------------------------- | ------------------------------------- |
| 2024 | ITF $60,000 | Dalayna Hewitt (2) Anna Rogers            | Magali Kempen Lara Salden                 | 6–1, 7–5                              |                                       |
| 2023 | ITF $60,000 | Mia Kupres Dalayna Hewitt (1)             | Catherine Harrison Johanne Svendsen       | 6–1, 6–4                              |                                       |
| 2022 | ITF $60,000 | Arianne Hartono Olivia Tjandramulia       | Catherine Harrison Yanina Wickmayer       | 5–7, 7–6(3), [10–8]                   |                                       |
| 2021 | ITF $60,000 | Non disputato                             | Non disputato                             | Non disputato                         | Non disputato                         |
| 2020 | ITF $60,000 | Annullato per pandemia di coronavirus     | Annullato per pandemia di coronavirus     | Annullato per pandemia di coronavirus | Annullato per pandemia di coronavirus |
| 2019 | ITF $60,000 | Melodie Collard Leylah Fernandez          | Samantha Murray Sharan Bibiane Schoofs    | 7–6(3), 6–2                           |                                       |
| 2018 | ITF $60,000 | Elitsa Kostova Katherine Sebov            | Bianca Andreescu Carson Branstine         | 6–2, 6(5)–7, [10–4]                   |                                       |
| 2017 | ITF $60,000 | Emina Bektas Alexa Guarachi               | Julia Elbaba Charlotte Robillard-Millette | 6–1, 6–0                              |                                       |
| 2016 | ITF $50,000 | Elena Bogdan Mihaela Buzarnescu (2)       | Steffi Carruthers Jessica Ho              | 6–4, 6–4                              |                                       |
| 2015 | ITF $50,000 | Mihaela Buzarnescu (1) Justyna Jegiolka   | Sharon Fichman Maria Sanchez              | 7–6(4), 4–6, [10–7]                   |                                       |
| 2014 | ITF $50,000 | Ysaline Bonaventure Nicola Slater         | Emily J Harman Madeleine Kobelt           | 6–1, 4–6, [10–8]                      |                                       |
| 2013 | ITF $50,000 | Marta Domachowska Andrea Hlaváčková       | Françoise Abanda Victoria Duval           | 7–5, 6–3                              |                                       |
| 2012 | ITF $50,000 | Gabriela Dabrowski Alla Kudrjavceva       | Sharon Fichman Marie-Ève Pelletier        | 6–2, 6–2                              |                                       |
| 2011 | ITF $50,000 | Tímea Babos Jessica Pegula                | Gabriela Dabrowski Marie-Ève Pelletier    | 6–4, 6–3                              |                                       |
| 2010 | ITF $50,000 | Jorgelina Cravero Stéphanie Foretz Gacon  | Heidi El Tabakh Rebecca Marino            | 6–3, 6–4                              |                                       |
| 2009 | ITF $50,000 | Sofia Arvidsson Séverine Brémond Beltrame | Stéphanie Dubois Rebecca Marino           | 6–3, 6–1                              |                                       |
| 2008 | ITF $50,000 | Katalin Marosi Marina Tavares             | Gabriela Dabrowski Sharon Fichman         | 2–6, 6–4, [10–4]                      |                                       |
| 2007 | ITF $50,000 | Angelique Kerber Agnes Szatmari           | Sabine Klaschka Angelika Roesch           | 6–1, 6–4                              |                                       |
| 2006 | ITF $25,000 | Alberta Brianti Giulia Casoni             | Raquel Kops-Jones Aleke Tsoubanos         | 6–4, 7–6(4)                           |                                       |